# أسكندر (درميان)
أسکندر (بالفارسية: اسکندر) هي مستوطنة تقع في إيران في قسم درمیان الريفي. يقدر عدد سكانها بـ 176 نسمة بحسب إحصاء 2016.